# Ectobius erythronotus
Ectobius erythronotus es una especie de cucaracha del género Ectobius, familia Ectobiidae.

## Distribución
Esta especie se encuentra en Alemania, Suiza, Checoslovaquia, Hungría, Austria, Italia, Yugoslavia, Albania, Grecia, Bulgaria, Rumania, Polonia, Moldavia y Letonia.